# Guido Trombetti
Guido Trombetti (Napoli, 4 aprile 1949) è un matematico e politico italiano.

## Biografia
Dal 1971 ha tenuto corsi presso la Facoltà di Scienze matematiche fisiche e naturali dell'Università di Napoli Federico II, di cui è diventato poi rettore nel 2001. Allievo di Carlo Miranda, ha svolto attività di ricerca prevalentemente nel settore delle Equazioni differenziali alle derivate parziali. 
È stato ospite di numerose università straniere. Tra queste Paris VI - Pierre et Marie Curie e Paris Dauphine. È autore di numerose pubblicazioni con Pierre-Louis Lions, celebre matematico francese, Medaglia Fields nel 1994.
È socio ordinario della Società Nazionale di Scienze, Lettere e Arti in Napoli (Accademia di Scienze Matematiche e Fisiche, della quale è presidente dal 2003), e socio, dal 2006, dell'Accademia Pontaniana
Dal 2006 al 2008 è stato presidente della Conferenza dei Rettori delle Università Italiane. 
Ha cessato il suo mandato rettoriale nel 2013, quando è stato nominato da Stefano Caldoro assessore all'Università e alla Ricerca dalla giunta della Regione Campania; dal 2013 al 2015 è stato anche vicepresidente della giunta regionale.

## Premi e riconoscimenti
- 2003 Medaglia d'oro ai Benemeriti della cultura e dell'arte consegnata dal Presidente della Repubblica Carlo Azeglio Ciampi
- 2006 Premio "Palizzi 2006" dedicato a chi opera a Napoli per Napoli
- 2006 Premio Daunia 2006